# جایزه فیلم‌های ورزشی نیکان برای بهترین کارگردان
جایزه فیلم‌های ورزشی نیکان برای بهترین کارگردان (انگلیسی: Nikkan Sports Film Award for Best Director)

## فهرست برندگان
| شماره | سال  | کارگردان          | فیلم                                                    |
| ----- | ---- | ----------------- | ------------------------------------------------------- |
| ۱     | ۱۹۸۸ | کازوئو کوروکی     | فردا (فیلم ۱۹۸۸)                                        |
| ۲     | ۱۹۸۹ | شوهئی ایمامورا    | باران سیاه (فیلم ژاپنی)                                 |
| ۳     | ۱۹۹۰ | Seijirō Kōyama    | Shiroi Te                                               |
| ۴     | ۱۹۹۱ | یامادا یوجی       | پسران من                                                |
| ۵     | ۱۹۹۲ | Yōichi Higashi    | The River with No Bridge                                |
| ۶     | ۱۹۹۳ | یویچی سای         | All Under the Moon                                      |
| ۷     | ۱۹۹۴ | کینجی فوکاساکو    | تاج خیانت                                               |
| ۸     | ۱۹۹۵ | کانه‌تو شیندو      | وصیتنامه بعدازظهر                                       |
| ۹     | ۱۹۹۶ | تاکشی کیتانو      | Kids Return                                             |
| ۱۰    | ۱۹۹۷ | هایائو میازاکی    | شاهزاده مونونوکه                                        |
| ۱۱    | ۱۹۹۸ | هیده‌یوکی هیرایاما | گدایی عشق                                               |
| ۱۲    | ۱۹۹۹ | کینجی فوکاساکو    | The Geisha House                                        |
| ۱۳    | ۲۰۰۰ | جونجی ساکاموتو    | New Battles Without Honor and Humanity صورت (فیلم ۲۰۰۰) |
| ۱۴    | ۲۰۰۱ | ایسائو یوکیسادا   | Go                                                      |
| ۱۵    | ۲۰۰۲ | یامادا یوجی       | سامورایی گرگ و میش                                      |
| ۱۶    | ۲۰۰۳ | تاکشی کیتانو      | زاتوایچی (فیلم ۲۰۰۳)                                    |
| ۱۷    | ۲۰۰۴ | کازوئو کوروکی     | The Face of Jizo Utsukushii Natsu Kirishima             |
| ۱۸    | ۲۰۰۵ | اینودو ایشین      | Touch House of Himiko                                   |
| ۱۹    | ۲۰۰۶ | کیچیتارو نگیشی    | What the Snow Brings                                    |
| ۲۰    | ۲۰۰۷ | ماسایوکی سو       | I Just Didn't Do It                                     |
| ۲۱    | ۲۰۰۸ | یوجیرو تاکیتا     | عزیمت‌ها                                                 |
| ۲۲    | ۲۰۰۹ | میوا نیشیکاوا     | Dear Doctor                                             |
| ۲۳    | ۲۰۱۰ | تاکاشی میکه       | سیزده آدمکش                                             |
| ۲۴    | ۲۰۱۱ | کانه‌تو شیندو      | Postcard                                                |
| ۲۵    | ۲۰۱۲ | Kenji Uchida      | Kagi Dorobō no Method                                   |
| ۲۶    | ۲۰۱۳ | هیروکازو کورئیدا  | پسر کو ندارد نشان از پدر (فیلم)                         |
| ۲۷    | ۲۰۱۴ | تاکاشی یامازاکی   | صفر ابدی Stand by Me Doraemon                           |
| ۲۸    | ۲۰۱۵ | ماساتو هارادا     | امپراتور در آگوست                                       |
| ۲۹    | ۲۰۱۶ | ماکوتو شینکای     | اسم شما.                                                |